# Leonardoxa bequaertii
Leonardoxa bequaertii là một loài thực vật có hoa trong họ Đậu. Loài này được (De Wild.) Aubrev. miêu tả khoa học đầu tiên.